# 克雷哈河
克雷哈河（烏克蘭語：Крига），是烏克蘭的河流，位於該國東北部，屬於維爾河的右支流，發源自金德拉蒂夫卡以西，流經蘇梅州，河道全長45公里，支流有巴甫利夫卡河。